# Napoleon Ludvík Bonaparte
Napoleon Ludvík Bonaparte (francouzsky Napoléon Louis, nizozemsky Napoleon Lodewijk, 11. října 1804 – 17. března 1831) byl prostředním synem holandského krále Ludvíka Bonaparta a Hortense de Beauharnais. Ludvík byl mladším bratrem francouzského císaře Napoleona I. a holandského krále, zatímco Hortense byla dcerou Joséphine de Beauharnais, první ženy Napoleona I. Když roku 1807 zemřel starší bratr Napoleona Ludvíka Napoleon Karel Bonaparte ve věku čtyř let, Napoleon Ludvík se stal korunním princem Holandského království a zároveň nejstarším synovcem císaře Napoleona I., který sám děti neměl a tudíž dědicem císařství. To se však změnilo roku 1811, kdy se narodil císaři dědic Napoleon II.
Roku 1809 se Napoleon Ludvík stal velkovévodou z Bergu a tento titul si podržel až do roku 1813. Roku 1810 se na deset dní, mezi otcovou abdikací a invazí francouzských vojsk, stal holandským králem jako Ludvík II. Když byl roku 1815 Napoleon I. po bitvě u Waterloo sesazen a Bourboni začali obnovovat svou vládu ve Francii, Napoleon Ludvík odešel do exilu, ale Bonapartové se nikdy nevzdali myšlenky na obnovení Francouzského císařství.
Napoleon Ludvík se oženil se svou sestřenicí Šarlotou, dcerou staršího bratra Napoleona I., španělského krále Josefa Bonaparta.
Zemřel 17. března 1831 ve Forlì v Itálii v boji za italskou nezávislost. Rok po něm zemřel jediný legitimní syn Napoleona Bonaparta Napoleon II. Napoleonské císařství bylo nakonec obnoveno mladším bratrem Napoleona Ludvíka Napoleonem III.